# Reinhard Friedrich (Schauspieler)
Reinhard Friedrich (* 1957; † 21. April 2016 in Erfurt) war ein deutscher Theater- und Filmschauspieler.

## Leben
Friedrich studierte Schauspiel an der Theaterhochschule „Hans Otto“ in Leipzig und am Staatsschauspiel Dresden, wo er 1981 sein Schauspielstudium abschloss. Noch im selben Jahr erhielt er mit Beginn der Spielzeit 1981/82 ein Festengagement an den Städtischen Bühnen Erfurt. Sein Debüt gab er dort als Ferdinand in Shakespeares Spätwerk Der Sturm. Als Theaterschauspieler interpretierte Friedrich ein breites Repertoire, das neben Shakespeare die deutschen Autoren der Klassik und Romantik, das Theater der Jahrhundertwende, aber auch Stücke der Moderne, Theaterstücke von Bertolt Brecht und des zeitgenössischen Theaters umfasste.
Friedrich trat am Theater Erfurt unter anderem als Edgar in König Lear, Antonio in Der Kaufmann von Venedig, Philinte in Molières Der Menschenfeind, Harpagon in Der Geizige, Sekretär Wurm in Kabale und Liebe, von Wehrhahn in Der Biberpelz, Lopachin in Der Kirschgarten (Neuinszenierung 1999), McMurphy in Einer flog übers Kuckucksnest, Wladimir in Warten auf Godot (Neuinszenierung 2002), Clov in Endspiel, Mordred in Christoph Heins Schauspiel Die Ritter der Tafelrunde, Artur in Sławomir Mrożeks Theaterstück Tango und als Michel Houill in Der Gott des Gemetzels auf. 2003 endete mit der Schließung und Abwicklung des Erfurter Schauspiels sein Vertrag am Theater Erfurt.
Von da an war Reinhard Friedrich als freischaffender Schauspieler tätig, wirkte aber weiterhin bei Schauspielprojekten des Neuen Schauspiels Erfurt in der Barfüßerkirche, bei den DomStufen-Festspielen für Kinder (so im August 2010 als Larsson/Blom in Pippi Langstrumpf) und bei zahlreichen Sommertheatern mit, so bei Aufführungen in Waren an der Müritz bei der Müritz-Saga oder im Köstritzer Spiegelzelt in Weimar, wo er die Hauptrolle des Sganarelle in der Molière-Komödie Der Arzt wider Willen verkörperte.
Ab 2009/10 gehörte Friedrich zu dem neuen, aus fünf festangestellten Darstellern bestehenden Mini-Schauspielensemble am Theater Erfurt. In der Spielzeit 2009/10 übernahm er am Theater Erfurt den Mephisto in Goethes Urfaust im Studiotheater Erfurt, der ersten Produktion der neuen Schauspielsparte. 2011 war er der Großwesir im Kindermärchen Kalif Storch. Zu seinen späten Rollen am Theater Erfurt gehörten die Rollen Dr. Diaforius/Dr. Purgon/Herr von Bonnefoi in Der eingebildete Kranke (Spielzeit 2009/10), der Sprachforscher und Professor Zoltan Karpathy im Musical My fair Lady (Januar 2009 bis Juni 2012), Professor Hinzelmann in der Operette Im weißen Rößl (Spielzeit 2010/11), Leopold Maria Fürst von und zu Lippert-Weylersheim in der Operette Die Csárdásfürstin (Spielzeit 2010/11), der Kammerdiener Penižek in der Operette Gräfin Mariza (Spielzeit 2012/13; Spielzeit 2013/14), Harry Trevor im Musical Kiss Me, Kate (Spielzeit 2014/15) und der Nachrichtensprecher in Evita (Spielzeit 2015/16).
Im November/Dezember 2015 stand Reinhard Friedrich außerdem bei der Weihnachtsmärchen-Produktion des Theaters Erfurt auf der Studiobühne; er spielte den Kaiser in Des Kaisers neue Kleider.
Neben seiner Theaterarbeit trat er als Rezitator und mit eigenen Leseabenden auf.
Reinhard Friedrich war auch in einigen, meist kleineren, Film- und Fernsehrollen zu sehen. In dem DDR-Fernsehfilm Berlin, hier bin ich (1982) spielte er Detlef „Detti“ Kallinger, einen Schlosser aus dem Harz. Rollen hatte er auch in dem Fernsehfilm Drei Tage im April (1995) und unter Regisseur Volker Schlöndorff in dem Kinofilm Die Stille nach dem Schuss, der im Februar 2000 bei den Internationalen Filmfestspielen Berlin seine Premiere hatte. 2015 war Friedrich außerdem in dem TV-Mehrteiler Deutschland 83 zu sehen.
Friedrich starb im April 2016 im Alter von 59 Jahren. Nach Angaben des Theaters Erfurt erlag er einer schweren Krankheit.

## Filmografie (Auswahl)
- 1982: Berlin, hier bin ich (Fernsehfilm)
- 1989: Die gläserne Fackel (Fernsehmehrteiler)
- 1995: Drei Tage im April (Fernsehfilm)
- 2000: Die Stille nach dem Schuss
- 2005: Inside (Kurzfilm)
- 2012: Die vierte Macht
- 2014: Schloss Einstein (Fernsehserie, Folge 798)
- 2015: Deutschland 83 (Fernsehserie)

## Theater (Auswahl)
- 1983: Friedrich Schiller: Maria Stuart (Okelly, Mortimers Freund) – Regie: Ekkehard Kiesewetter (Städtische Bühnen Erfurt)
- 1992: Woody Allen: A Midsummer Night’s Sex Commedy (Maxwell) – Regie: Klaus Stephan (Städtische Bühnen Erfurt)
- 1994: Marlene Streeruwitz: Waikiki-Beach (ein Schläger) – Regie: Klaus Stephan (Theater Erfurt)
- 1994: Coline Serreau: Hase Hase (2. Polizist) – Regie: Marion Poppenborg (Theater Erfurt)